# 非法采集人类遗传资源、走私人类遗传资源材料罪
非法采集人类遗传资源、走私人类遗传资源材料罪是《中华人民共和国刑法》中的一项罪名。

## 刑法规定
根据《中华人民共和国刑法》第334条之一，违反国家有关规定，非法采集我国人类遗传资源或者非法运送、邮寄、携带我国人类遗传资源材料出境，危害公众健康或者社会公共利益，情节严重的，可处三年以下有期徒刑、拘役或者管制，并处或者单处罚金；情节特别严重的，处三年以上七年以下有期徒刑，并处罚金。